# Terence Cuneo
 (août 2010).
Si vous disposez d'ouvrages ou d'articles de référence ou si vous connaissez des sites web de qualité traitant du thème abordé ici, merci de compléter l'article en donnant les références utiles à sa vérifiabilité et en les liant à la section « Notes et références ».
Terence Tenison Cuneo (1er novembre 1907 - 3 janvier 1996) est un peintre britannique du XXe siècle, célèbre pour ses peintures représentant des trains ou des chevaux en mouvement. Il fut également le peintre officiel de la cérémonie de couronnement d'Élisabeth II en 1953.